# 五藤康之
五藤 康之（ごとう やすゆき、1937年〈昭和12年〉9月4日 - ）は、日本の政治家。元広島県三原市長（3期）。旭日小綬章受章。

## 来歴
広島県出身。関西学院大学商学部卒業。三原市教育委員を経て、2001年三原市長選挙に立候補し、当選。2005年に三原市は近隣の豊田郡本郷町、御調郡久井町、賀茂郡大和町と合併し、新たな三原市が発足、合併後の市長選挙に立候補し、当選。2009年の市長選挙は無投票当選となった。市長は2013年まで務めた。

## 栄典
2014年 春の叙勲で地方自治功労により旭日小綬章を受章